# Fourilles
Fourilles település Franciaországban, Allier megyében. Lakosainak száma 191 fő (2022. január 1.). Fourilles Chantelle, Chareil-Cintrat, Étroussat, Fleuriel és Ussel-d’Allier községekkel határos.

## Népesség
A település népességének változása:
| Lakosok száma | 264  | 198  | 194  | 203  | 202  | 198  | 195  | 191  | 188  | 191  |
|               | 1968 | 1982 | 1990 | 2006 | 2013 | 2015 | 2017 | 2019 | 2020 | 2022 |